# 1196 dans les croisades
Cette page regroupe les évènements concernant les Croisades qui sont survenus en 1196 :
- 20 février : bulle du pape Célestin III pour l’instauration à Chypre d’une hiérarchie ecclésiastique latine parallèle à la grecque[1].

- Avril ou mai : Les archevêques de Brindisi et Trani, deux envoyés de l'empereur Henri VI qui a décidé de mener une croisade en Terre Sainte, débarquent à Chypre[2].

- 3 juillet : Le sultan ayyoubide Al-Adel, frère de Saladin, entre dans Damas et prend le pouvoir au détriment de son neveu Al-Afdhal[3].